# Format (دستور)

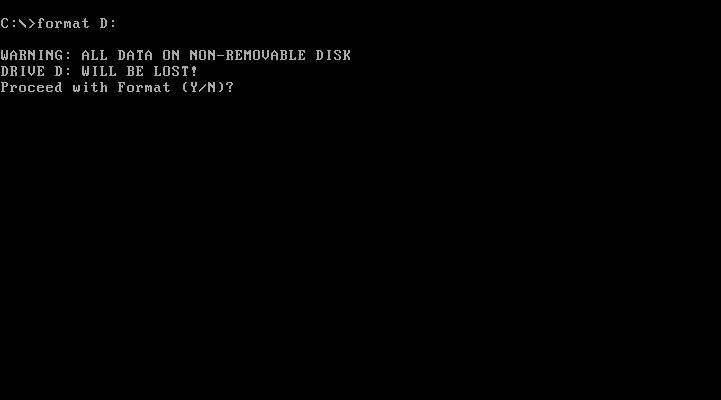
یک اسکرین‌شات از برنامه format در MS-DOS

دستور قالب‌بندی یا format یکی از دستورهای سیستم عامل داس و خط فرمان ویندوز است. این دستور محتویات دیسک را پاک کرده و آن را برای ذخیرهٔ اطلاعات قالب‌بندی می‌کند. format تمام اطلاعات موجود در ابزارهای ذخیره‌سازی مانند فلاپی، دیسک سخت، فلش و ابزارهای ذخیره‌سازی دیگر را پاک می‌کند؛ اما روی درایوهای نوری (مانند سی‌دی و دی‌وی‌دی) قابل اجرا نیست.

## استفاده در خط فرمان
طرز استفادهٔ این دستور در خط فرمان ویندوز به این صورت است:
```
FORMAT volume [/FS:file-system] [/V:label] [/Q] [/A:size] [/C] [/X]
FORMAT volume [/V:label] [/Q] [/F:size]
FORMAT volume [/V:label] [/Q] [/T:tracks /N:sectors]
FORMAT volume [/V:label] [/Q]
FORMAT volume [/Q]
```

هر خط یک دستورالعمل مجزاست.

### سوئیچ‌ها
- /FS (از File System): نوع قالب‌بندی را تعیین می‌کند:
  - /FS:FAT (از File Allocation Table): قالب‌بندی برای تخصیص فایل‌ها؛
  - /FS:FAT32 (از File Allocation Table 32Bits): قالب‌بندی برای تخصیص فایل‌ها (۳۲ بیت)؛
  - FS:NTFS (از New Technology File System): قالب‌بندی با تکنولوژی جدید که در ویندوز اکس‌پی به بعد پشتیبانی می‌شود.
- /V (از Volume): نام یا برچسب درایو فرمت شده:
  - /V:Videos: نام درایو فرمت شده را Videos می‌گذارد.
- /Q: مخفف Quick
- /A (از allocation): اندازهٔ واحد تخصیص.
  - به صورت /A:size استفاده می‌شود.
- /F : حجم قابل بهره‌برداری فلاپی پس از فرمت شدن.
- /T (از Tracks): تعداد تراک‌ها و /N تعداد سکتورها
- /C : فایل‌هایی داخل این درایو ریخته می‌شوند به صورت فشرده در می‌آیند (فقط توسط NTFS پشتیبانی می‌شود).
- /X: درایو را از حالت نصب درمی‌آورد.

### پارامترها
- volume : نام درایو به همراه دونقطه (:)

## مثال
```
C:\>Format H: /FS:NTFS /V:Musics /C
```

دستور بالا درایو H را با قالب NTFS و حالت فشرده فرمت می‌کند. نام درایو پس از فرمت، Musics خواهد بود.